# Waksmund
Waksmund (deutsch: Wachsmund) ist eine Ortschaft mit einem Schulzenamt der Landgemeinde Nowy Targ im Powiat Nowotarski der Woiwodschaft Kleinpolen in Polen.

## Geographie
Der Ort liegt am linken Ufer des Flusses Dunajec unter den Gorcen zwischen der Stadt Nowy Targ im Westen und Ostrowsko im Osten.

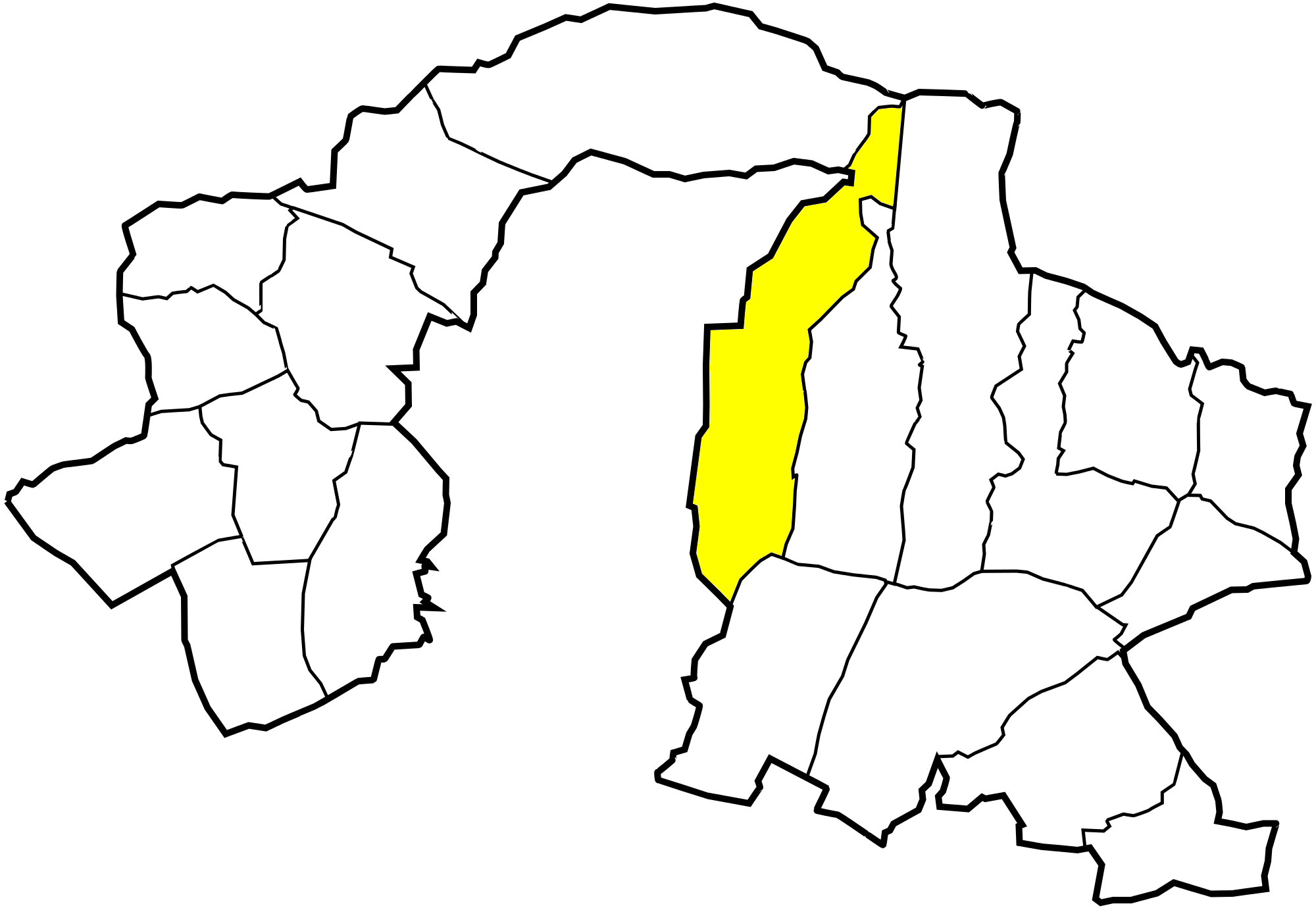
Dorf in der Gemeinde
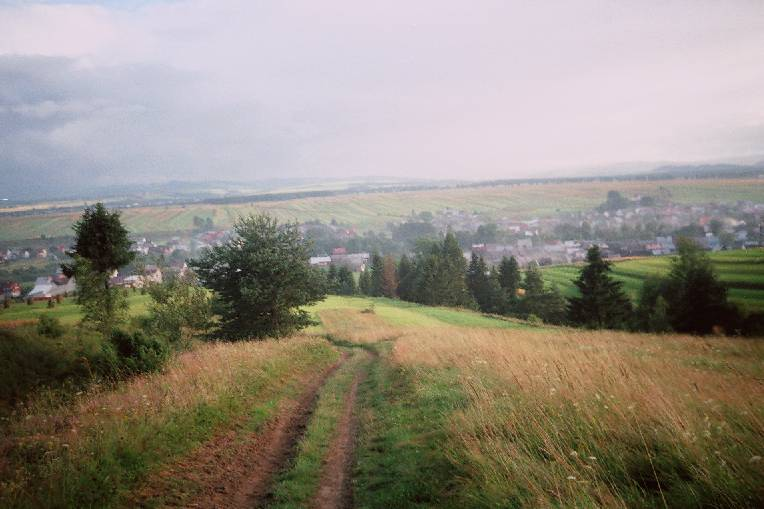
Ortsansicht

## Geschichte
Der Ort wurde im Jahre 1338 erstmals urkundlich erwähnt und wurde etwas früher nach deutschem Recht gegründet. Der Name ist deutschstämmig (früher Wachszmuuth und Waxmund). Laut einer Sage kamen die ersten Siedler aus Schlesien auf Hedwigs von Andechs Einladung. Eine andere Sage spricht über eine Siedlung der Leprakranken, die den Ursprung des Dorfes bildete (vielleicht war es die Siedlung Wilcze Pole, einmal im Jahre 1250 erwähnt). Traditionell waren die Einwohner meistens Schäfer. Die Pfarrei wurde im Jahre 1350 erwähnt.
Bei der ersten Teilung Polens kam das Dorf 1772 zum neuen Königreich Galizien und Lodomerien des habsburgischen Kaiserreichs (ab 1804).
1918, nach dem Ende des Ersten Weltkriegs und dem Zusammenbruch der K.u.k. Monarchie, kam Waksmund zu Polen. Unterbrochen wurde dies nur durch die Besetzung Polens durch Deutschland im Zweiten Weltkrieg. Am 4. Juni 1943 wurden fünf Verschwörer von Deutschen getötet, über 30 wurden ins KZ Plaszow deportiert, ihre Häuser zerstört. Am 28. September wurden fünf Angehörige der Partisanen von der Gestapo getötet, über 50 festgenommen. Im Juni 1943 wurde auch die Familie von Józef Kuraś, Pseudonym Ogień (Feuer), einem berüchtigten Partisan, getötet. Józef Kuraś kämpfte nach dem Krieg als einer der Verstoßenen Soldaten gegen die Kommunisten und wurde am 21. Februar 1947 in Ostrowsko erschossen.
Von 1975 bis 1998 gehörte Waksmund zur Woiwodschaft Nowy Sącz.

## Persönlichkeiten
- Józef Kuraś (1915–1947), polnischer Soldat